# Larentia planicolor
Larentia planicolor är en fjärilsart som beskrevs av Barend J. Lempke 1950. Larentia planicolor ingår i släktet Larentia och familjen mätare. Inga underarter finns listade i Catalogue of Life.